# 4. svibnja u Drugom svjetskom ratu
Drugi svjetski rat po nadnevcima: 4. svibnja u Drugom svjetskom ratu.

### 1945.
- Britanske snage oslobodile sabirni logor Neuengamme.